# Riera de Portbou
Die Riera de Portbou ist ein Torrente (Sturzbach), der in östlicher Richtung durch das Gebiet der Gemeinde Portbou fließt und dann im Mittelmeer (nördliche Costa Brava) mündet.

## Verlauf

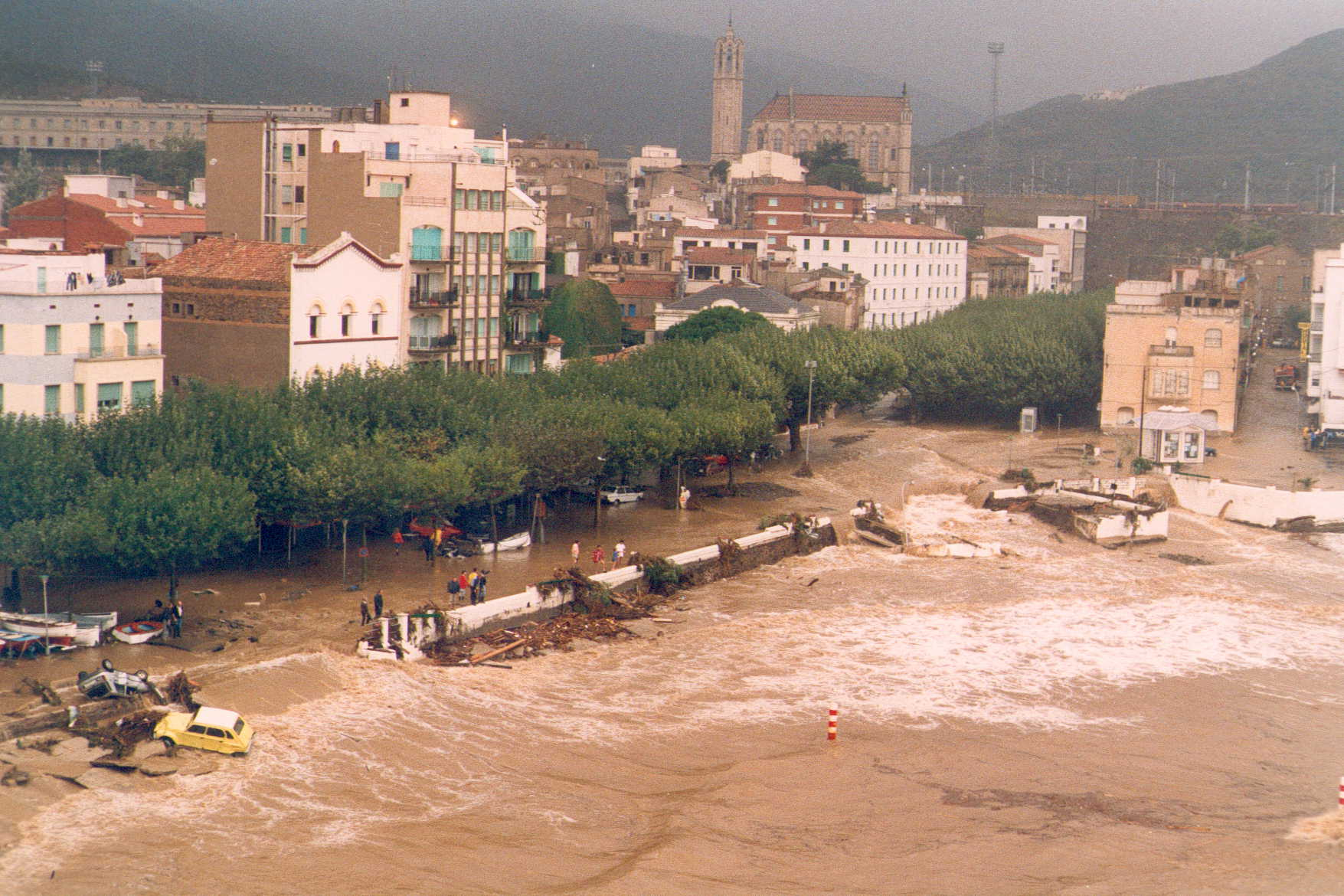
Auswirkungen der Überschwemmung von 1987

Die Riera de Portbou, auch Ribera de Portbou, entspringt am Grat zwischen dem Puig de Querroig und dem Puig de Tarabaus 85 Meter unterhalb des Coll de Tarabaus auf 600 Meter Meereshöhe. Sie fließt dann nach Osten und mündet am Hafen von Portbou ins Mittelmeer. Es handelt sich um einen ephemeren Sturzbach, der nur recht selten im Jahr Wasser führt, insbesondere nach aus dem Mittelmeer hereinziehenden Starkregen. Im Oktober 1987 führte einer dieser Starkregen zu Überschwemmungen in Portbou, gleichzeitig kam es zu heftiger Erosion im Quellgebiet. Die Auswirkungen des Unwetters im Oktober 2005 waren nicht mehr ganz so katastrophal, da im Einzugsgebiet des Wildbachs mittlerweile erosionshemmende Maßnahmen ergriffen worden waren.
Da die Flusslänge der Riera de Portbou nur 5 Kilometer beträgt ist ihre Sedimentfracht erheblich. Die Sande und Gerölle am Strand von Portbou entstammen dem Einzugsgebiet der Riera de Portbou und ihren Nebenbächen.
Geologischer Untergrund des gesamten Flusslaufs sind schwach metamorphe, paläozoische Schiefergesteine, die dem Albères-Massiv angehören. Sie stellen den östlichsten Abschnitt im variszischen Orogen der Pyrenäen dar.
Zwischen 1973 und 1975 wurde mit der Pantà de Portbou ein Stausee am Oberlauf geschaffen, der seitdem die Trinkwasserversorgung der Gemeinde Portbou gewährleistet. 
Der Unterlauf der Riera de Portbou ist ab dem Bahnhof bis zu ihrer Mündung kanalisiert und überbaut.